# Rodopi (huyện)
Rodopi là một huyện thuộc tỉnh Plovdiv, Bungaria. Dân số thời điểm năm 2001 là 40815 người.